# Sherali Bozorov
Sherali Bozorov (Kulob, URSS, 23 de octubre de 1981) es un deportista tayiko que compitió en judo. Ganó una medalla de plata en el Campeonato Asiático de Judo de 2007 en la categoría de –81 kg.

## Palmarés internacional
| Campeonato Asiático | Campeonato Asiático | Campeonato Asiático | Campeonato Asiático |
| Año                 | Lugar               | Medalla             | Categoría           |
| ------------------- | ------------------- | ------------------- | ------------------- |
| 2007                | Kuwait (Kuwait)     | Medalla de plata    | –81 kg              |